# Magyar férfi kézilabda-válogatott

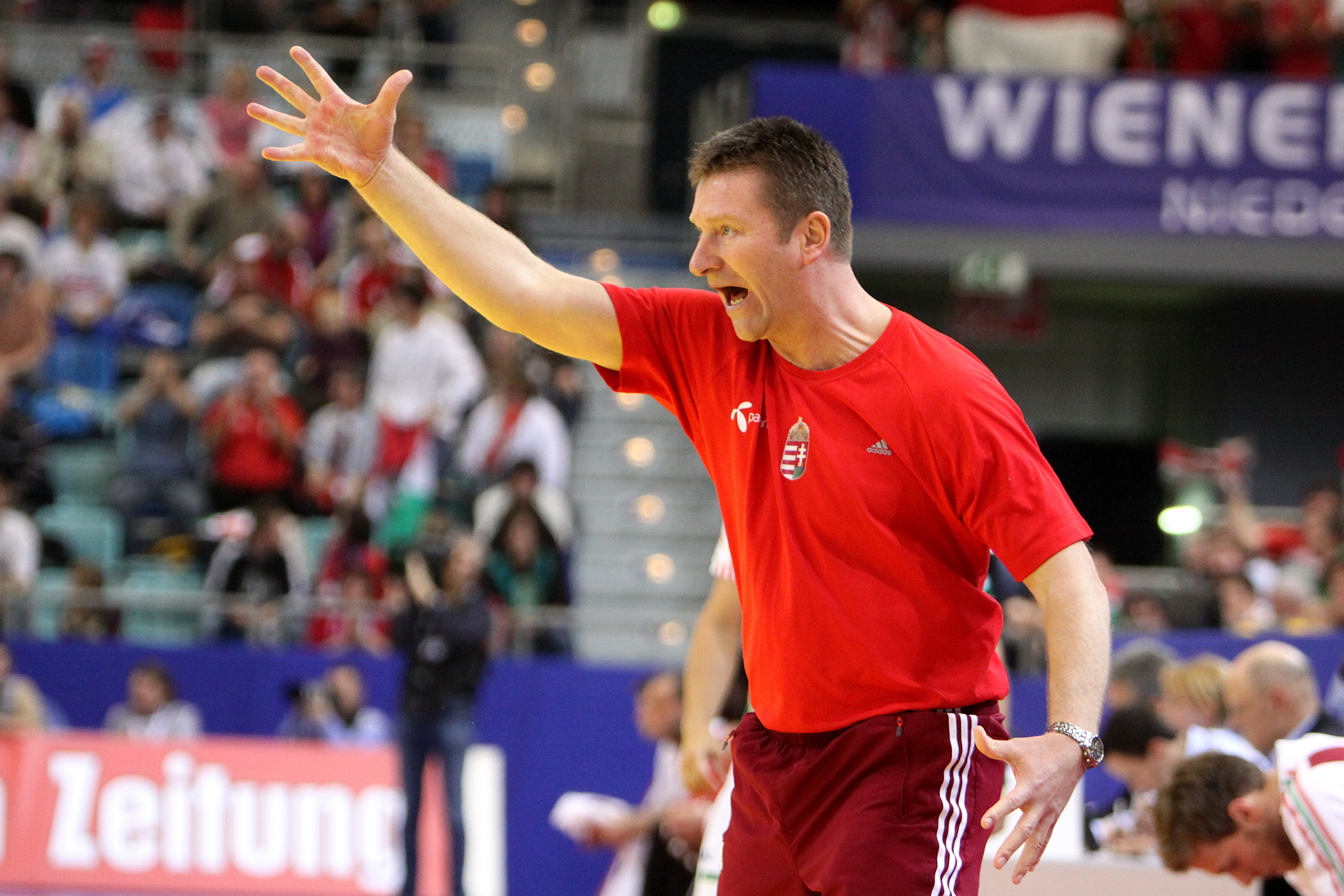
Csoknyai István

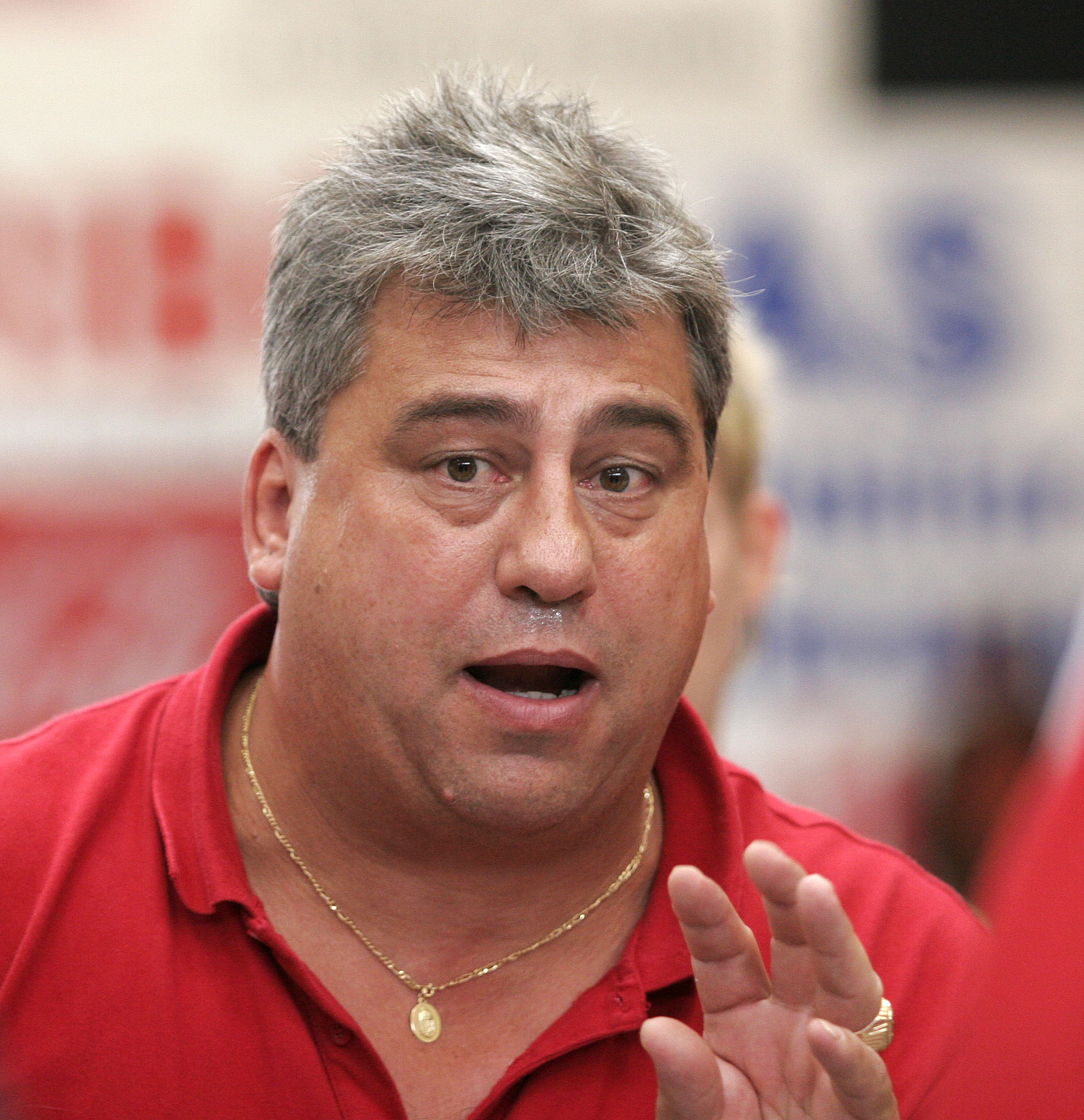
Mocsai Lajos

A magyar férfi kézilabda-válogatott Magyarország nemzeti férfi kézilabda-válogatottja, amelyet a Magyar Kézilabda Szövetség irányít. A csapat legjobb eredménye világbajnokságon a második hely, Európa-bajnokságon az ötödik, olimpián pedig a negyedik hely. Ezidáig kilenc alkalommal jutott ki a válogatott olimpiai tornákra, legutóbb 2024-ben.

## Története

### 1930-as évek
Az 1938-ban Berlinben rendezett szabadtéri kézilabda-világbajnokságon bronzérmet szerzett a magyar válogatott (Dobos Imre, Kollányi Imre, Cziráki, Notasi, Sidó, Boda, Takács, Mérai, Szomoria, Cséfai). Az olimpiai stadionban 40 000 néző előtt rendezett döntőn a magyar csapat 10:2-re verte a svédeket, míg Németország 23:0-ra nyert Svájc ellen és aranyérmet szerzett. Tanulva a '36-os olimpia kudarcából, ezúttal komoly, kipróbált szakemberek, Dollai Antal és Kovács Ernő készítették fel a magyar csapatot és állították össze az utazó válogatott keretet is.[forrás?] A szabadtéri kézilabda-világbajnokság 1966 után megszűnt.

### 1950–1980
Az 1958-as férfi kézilabda-világbajnokságot, mely a harmadik volt a vb-k történetében, 1958. február 27.–március 8. között tartották az NDK-ban. Nyolc csapat vett részt a tornán. A válogatott a C csoportba kapott besorolást. Az első mérkőzés Románia ellen volt, és döntetlen lett a vége (16–16). A második meccsen nagyot bukott a csapat Csehszlovákia ellen (11–26), de a harmadik meccset végre sikerült megnyerniük Izland ellen, így továbbjutottak a középdöntőbe. Itt először a házigazda németek ellen kellett játszani, de nem sikerült megverni őket (15–22). Utolsó középdöntős meccs Norvégia ellen volt, de itt is alulmaradt a válogatott (21–23), így a hetedik helyért játszhattak, Jugoszlávia ellen. Őket sikerült megverni (22–16), és a válogatott a hetedik helyen végzett.
Egy világbajnokság kihagyása után, újra ott volt a csapat az 1964-es Csehszlovákiában rendezett vb-n. Tizenhat csapat vett részt a küzdelmekben, a magyar válogatott a B csoportban szerepelt a csoportküzdelmek során. Az első meccsen nem sikerült legyőzniük a svédeket (8–15), de aztán győztek Egyiptom (16–9) és Izland ellen is (21–12), így továbbjutottak a csoportból. Következett a középdöntő, itt azonban két meccsből csak egyet sikerült megnyerni. Ezzel a két ponttal az utolsó helyen végeztek a középdöntőben, így maradt a hetedik helyért rendezett meccsen való szereplés. A dánok ellen nagyon kikapott a válogatott, így a nyolcadik helyen fejezték be a tornát.
A következő vb-n is nyolcadik helyen végzett a válogatott. A tornát Svédországban tartották. A hetedik helyért játszott mérkőzésen ezúttal nem sikerült megverni Jugoszláviát, hiszen 24-20-as vereség lett a vége.
A hetedik világbajnokságot a sportág történelmében Franciaországban tartották, 1970-ben. Ilyenkor volt először tizenkét csapat a vb-n. Ekkor már természetes volt, hogy a magyar csapat kijutott a megmérettetésre. Egymás után harmadszorra lett nyolcadik a válogatott. Ezúttal a címvédő Csehszlovákia rótta ki a magyar csapatra a vereséget. 21-14 lett a meccs végeredménye.
A következő torna az 1972-es olimpia volt, amit Münchenben rendeztek. A kézilabda harminchat év után került be újra a programba. A magyar csapat a D csoportban kapott helyet. Az első mérkőzésen sikerült legyőzni az amerikaiakat (28–15). A második csoportmeccsen a japánok ellen is összejött a győzelem (20–12). Az utolsó meccs a jugoszlávok elleni már tét nélküli volt, hiszen a magyar csapatnak már biztos volt a helye a középdöntőben. Végül két góllal győzött Jugoszlávia (16–18). A középdöntőben a II. csoportban szerepelt a válogatott. Itt viszont nem úgy sikerültek az eredmények ahogy várták. Két vereséggel, nulla ponttal zárta a középdöntőt a csapat. Sorrendben először a románoktól (14–20), majd a kelet-németektől (14–17), kapott ki a csapat, amely így a hetedik helyért játszhatott. Ezen a meccsen is elbuktak a svédek ellen (18–19), így a nyolcadik helyen fejezték be a tornát, ami mindmáig a legrosszabb magyar férfi kézilabda olimpiai szereplés.
Következett a nyolcadik világbajnokság, 1974-ben. A válogatott beállította legjobb eredményét és 1958 után újra a hetedik helyen végzett.
Az 1976-os olimpiára is kvalifikálta magát a magyar válogatott, egymás után másodszorra jutott el az olimpiára. Ezt Kanadában, Montrealban rendezték. A magyar csapatból mindenki magyarországi klubcsapatban játszott. A legtöbb játékost, szám szerint négyet, a Budapest Honvéd SE szolgáltatott a válogatott számára. A magyar csapat a B csoportban játszotta csoportmeccseit. A csoportmeccseken a románoktól (18–23), és a lengyelektől (16–18), kikapott a válogatott. Azonban a cseheket (22–20), és az amerikaiakat legyőzte (36–21). Két győzelemmel és két vereséggel a gárda, a harmadik helyen végzett a csoportjában, ezzel pedig a tornát a hatodik helyen fejezte be.
Két év telt el a következő vb-ig. Ezt Dániában tartották. A csapat eredményei nem tették lehetővé, hogy helyosztón játszhasson. Eddigi legrosszabb eredmény, kilencedik hely lett a vége. Viszont, a torna gólkirálya Kovács Péter lett holtversenyben.

### 1980–2000
Az 1980-as moszkvai olimpia következett a magyar válogatott számára. A tornán, amelyen a kézilabda-eseményeket július 20. és július 30. között tartottak, tizenkét csapat vett részt. A magyar csapat az A csoportban kapott helyet, egy elég nehéznek mondható csoportban. A csapat július 20-án kezdett a lengyelek ellen. A mérkőzés végeredménye döntetlen lett (20–20). A második meccsen is döntetlen született, ezúttal a kelet-németek ellen (14–14). Ezután egy Spanyolország feletti győzelem (17–20) következett. Utána egy dánok elleni siker (15–16), már biztossá tette a magyar csapat továbbjutását, de ha a kubaikat megveri a válogatott és a kelet-németek kikapnak akkor megnyerné a csoportot a gárda és a döntőben játszhatna. A magyar válogatott meg is tette a maga feladatát és legyőzte a kubaiakat (26–22), azonban a németek is begyűjtötték a két pontot a dánok ellen, így a magyarok a bronzmérkőzésen játszhattak Románia ellen. Ezt a mérkőzést már nem sikerült megnyerni (18–20). A magyar csapat negyedikként zárta a moszkvai olimpiát.
A következő, tizedik vb-n is kilencedik lett a gárda. Itt már tizenhat csapat szerepelt. Kovács Péter a góllövőlista második helyén végzett.
A következő torna viszont kiugrást jelentett. A válogatott mindmáig a legjobb eredményét érte el amikor az 1986-os vb-n a második helyezett lett, Jugoszlávia mögött. Kovács Péter itt is hozta a formáját, de "csak" a negyedik helyen végzett a góllövők versenyében.
Következő esemény amire kijutott a válogatott az az 1988-as szöuli olimpia volt. A találkozókat szeptember 20. és október 1. között rendezték. A magyar válogatott a B csoportban szerepelt. Rögtön a magyaroké volt a nyitó mérkőzés Dél Korea ellen, ahol vereséggel mutatkozott be a tornán a csapat (20–22). A második mérkőzés sem sikeredett jobban, ezúttal a csehszlovákok győzték le a magyar csapatot (16–19). Két vereség után itt volt már az ideje egy győzelemnek is, és ez sikerült is a Japán elleni meccsen (22–19). A következő mérkőzését is behúzta a csapat, ezúttal nagyon simán, tíz góllal gázolt át a spanyolokon (26–16). Az utolsó mérkőzés sorsdöntő volt a csapat számára, mert ha nyer a magyar válogatott, akkor játszhat a bronzmérkőzésen. Ez is meg is történt, sikerült a kelet-németeket megverni (18–17), így a csapat a második helyen végzett a csoportban. Következett a jugoszlávok elleni bronzmérkőzés, ahol négy góllal bizonyultak jobbnak a jugoszlávok (27–23). A magyar válogatott a negyedik helyen fejezte be a tornát.
Ezután viszont hiába várta Magyarország az újabb jó szereplést, ez nem történt meg. A vb-t 1990-ben Csehszlovákiában tartották. Hatodik helyen végzett a korábbi ezüstérmes. A legjobb magyar góllövő Marosi László lett, harminchat találattal a nyolcadik helyen végzett.
Az 1992-es barcelonai olimpia következett a csapat életében. A meccseket július 25. és augusztus 9. között rendezték. A tornán a hetedik helyen zárt a magyar válogatott. Ez volt minden idők második legrosszabb férfi kézilabda helyezése Magyarország számára, hiszen 1936-ban nyolcadikak lettünk.
1993-as svédországi vb-n tizenegyedik lett a válogatott. Egyedül az kárpótolhatta a csapatot, hogy Éles József 41 góljával holtversenyben gólkirály lett.
Az 1995-ös vb-n tizenhetedik helyezett lett a válogatott. Ezen a tornán már huszonnégy csapat vett részt. E vb után döntöttek így, hogy ezentúl kétévente lesznek világbajnokságok.
Az 1997-es japáni vb-n jó eredményt ért el a válogatott az előző évekhez képest. Negyedik lett a csapat, úgy, hogy a bronzmérkőzésen egy góllal kapott csak ki Franciaország válogatottjától. A góllövőlista második helyezettje Éles József lett, 59 találattal.
Következő vb-t, az 1999-ben rendezendőt, Egyiptomban tartották. Svájc, Finnország és Izland ellenében a magyar válogatott kiharcolta a vb-szereplés jogát, Egyiptomban azonban rettentő kemény csoportba került. Nigéria és Kuvait legyőzését követően Horvátország ellen a csapat 50 percen át remekelt, a hajrában mindössze egy gólt szerzett, így az ellenfél nyert 20-19-re. Norvégia sima verése után Oroszország ellen nem sikerült jól a meccs, a 27-18-as vereség azt jelentette, a nyolcaddöntőben Franciaország következett. 24-23-ra kikapott a válogatott, így Magyarország kiesett.

### 2000–2020

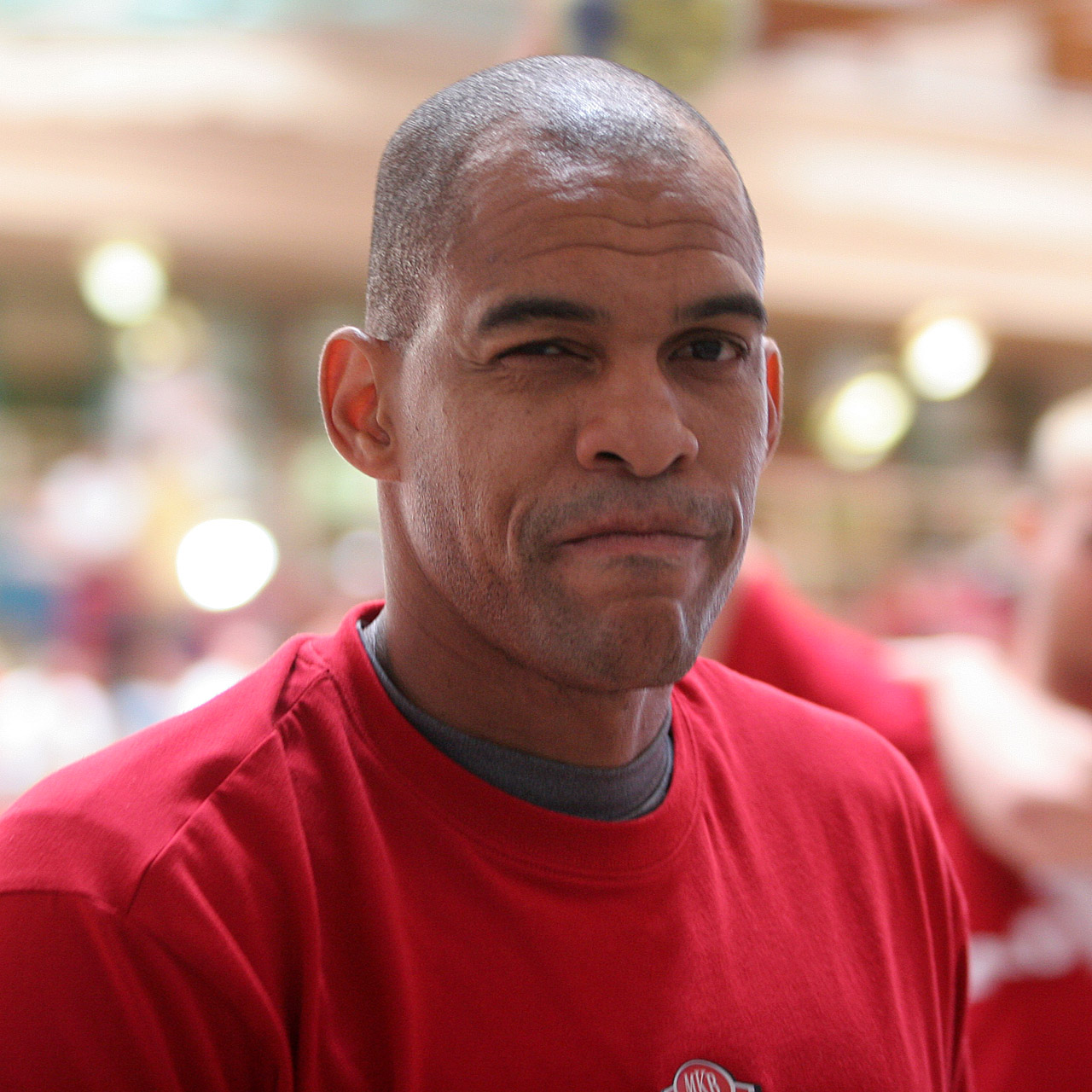
Pérez Carlos

2001-ben, a magyar válogatott nem jutott ki a franciaországi eseményre, miután a Norvégia elleni selejtezőt elvesztette. A hazai, szegedi összecsapást csupán egy góllal, 20-19-re nyerte meg a csapat, a visszavágón azonban 24-22-re kikapott.
Következett a 2003-as portugáliai megmérettetés. Ugyan Katzirz Dávid doppingesete beárnyékolta kissé válogatott világbajnoki szereplését, a portugáliai viadal csakis pozitívumként szolgált. Az olimpiai kvótáért harcba szálló együttes nehéz csoportba került, hiszen a franciák, a horvátok és az oroszok is legyőzték Skaliczki László tanítványait, s úgy tűnt, a szaúdiak és az argentinok elleni siker kevés lesz. A válogatott jószerével már majdnem kiesett, de végül az utolsó fordulóban Szaúd-Arábia legyőzte Argentínát, így mégis középdöntőbe csúszott a csapat. A középdöntőben újabb vereség következett Svédországtól, ám az utolsó mérkőzésen a Szlovénia elleni 28-25-ös siker azt jelentette, a gárda az 5-8. helyért folytathatja. Lisszabonban aztán megtörtént a csoda, a néhány nappal korábban még kiesőnek hitt gárda kétszeri hosszabbítás után 34-33-ra verte a vb-bronzérmes jugoszlávokat, s 12 év után kiharcolta az olimpiai részvételt. Az 5. helyért még az is belefért, hogy az oroszok 30-25-re nyerjenek. A gólkirályi címet a Fotex magyar-kubai klasszisa, Pérez Carlos érdemelte ki, aki bekerült a torna all-star csapatába is.
A 2004-es olimpiát Athénban rendezték. A férfi kézilabda mérkőzéseket, augusztus 14. és 29. között rendezték. A csapat kvalifikálta magát az eseményre és a sorsolásnál a B csoportba kerültek. Egy csoportban hat csapat szerepelt, abból négy továbbjuthatott, így a magyar csapatnak reális esélye volt kivívni a negyeddöntőbe jutást. Az első mérkőzésen sikerült is begyűjteni a kötelezőnek mondható két pontot az egyiptomiak ellen (33–28). A második mérkőzésen is sikerült győzni a brazilok ellen (20–19). Aztán következett egy vereség a franciák ellen (23–26), és egy egygólos győzelem a német csapat ellenfeleként (30–29). Az utolsó csoportmeccsen a házigazda görögöket simán verte a válogatott (26–22), így sikerült a továbblépés a csoportból, méghozzá a második helyen. Ez azt jelentette, hogy a Dél-Koreával játszanak az elődöntőbe jutásért. A mérkőzés végeredménye elég sima lett a magyarok javára, így következhetett az elődöntő (30–25). Az elődöntőben a horvátok vártak a csapatra, és túl nagy falatnak bizonyultak (31–33). A bronzmérkőzésen az oroszokat sem sikerült megverniük (26–28). A magyar válogatott, így a negyedik helyen fejezte be a tornát.

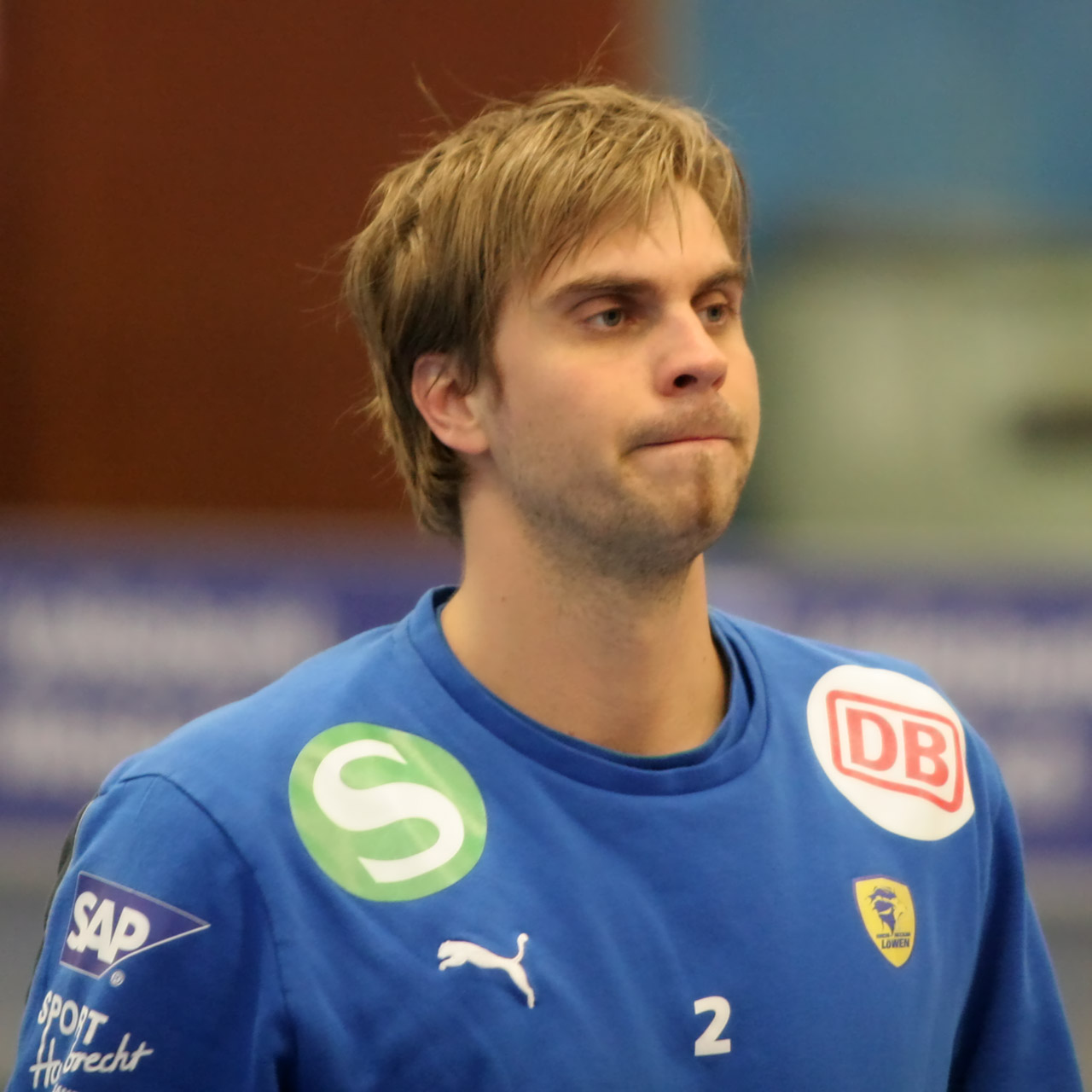
Buday Dániel

A 2005-ös vb-re nem jutott ki a válogatott.
Ellenben a 2006-os svájci rendezésű Eb-re már kijutott a válogatott. A tornát január 26. és február 5. között rendezték. A C csoportban szerepeltek a magyarok, a városok ahol játszottak Sursee, és Luzern volt. A dánok ellen kezdték meg a szereplést a tornán de vereséggel nyitottak (25–29). A mérkőzésen Buday Dániel kilenc gólt szerzett ezzel ő volt a meccs legeredményesebb játékosa. A második mérkőzésen Szerbia és Montenegró volt az ellenfél. Öt góllal kapott ki a magyar a válogatott (24–29), ezzel nagyon nehéz helyzetbe került a folytatást illetően. A csapatban a legtöbb gólt az Iváncsik fivérek szerezték. Gergő hatot, Tamás öt gólt vállalt magára. Az utolsó meccs az izlandiak ellen volt, akiket feltétlenül, és nagy gólkülönbséggel meg kellett volna verni ahhoz, hogy továbbjuthasson a válogatott. Sikerült őket megverni de nem eléggé (35–31). Négy góllal nyertek, ami azt jelentette, hogy -5-ös a gólkülönbsége a gárdának, azaz eggyel rosszabb mint a szerb és montenegróiaknak. Ezen a találkozón újra Buday szerezte a legtöbb magyar gólt, szám szerint kilencet. Végeredményként a tizenharmadik helyen fejezte be a tornát a válogatott.
2007-ben Németországban léptek pályára, s a világbajnokság csoportküzdelmeit százszázalékos teljesítménnyel abszolválták. Csodásan kezdődött a vb, hiszen Dánia ellen elképesztő hajrával, s Puljezević Nenad ámulatba ejtő parádéjának köszönhetően 30-29-re győzött a csapat, majd Norvégia (25-22) és Angola (34-31) sem okozott gondot. A középdöntőben folytatódott a parádé, hiszen a Csehország elleni 28-25-ös sikert követően kézzel fogható közelségbe került a negyeddöntő. Ehhez csupán egy pontocskára lett volna szükség a hátralévő három meccsen, ám a horvátoktól elszenvedett 25-18-as zakó, majd a spanyolok 33-31-es sikere után Oroszország ellen sem sikerült a bravúr. Noha utolsó középdöntő-találkozóján tíz másodperccel a vége előtt még továbbjutásra állt a válogatott, Koksarov találata eldöntött mindent: Oroszország 26-25-re nyert, s továbbjutott, míg a Skaliczki-csapat 34-33-ra verte Szlovéniát, s ezzel a 9. helyen zárt.
A 2008-as Eb-t Norvégiában rendezték január 17. és 27. között. A magyar válogatott beállítva addigi legjobb eredményét a középdöntőig menetelt. A válogatott Bergenben játszotta csoportbeli mérkőzéseit, míg a középdöntőbeli meccseit már Trondheimben játszotta. A csoportküzdelmekben az első helyen jutott tovább, megelőzve a spanyolokat és a németeket is. Holtverseny volt a csoport végeredménye, mert mindegyik csapat négy ponttal állt, de a magyar csapatnak volt a legjobb gólkülönbsége. A középdöntőben azonban a II. csoportból nem sikerült a továbbjutás, hiszen ahhoz az első kettő hely valamelyikén kellett volna végezni. Első mérkőzésen döntetlen született a svédek ellen, azután vereség Izlandtól végül pedig győzelem a franciák ellen. Így a magyarok a negyedikek lettek. Összességében a nyolcadik helyen fejezték be a tornát, ezzel az eredménnyel pedig a második legjobb magyar férfi kézilabda-eb szereplést érték el.

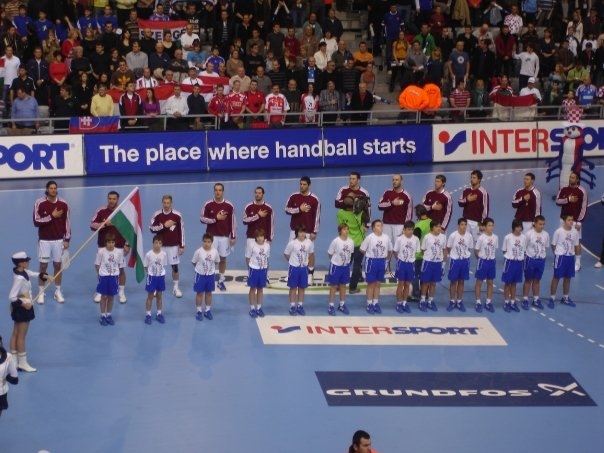
A válogatott a 2009-es vb-n

A 2009-es vb-n is ott volt a válogatott. Bosznia és Hercegovina ellen sikerrel vette a selejtezőt a csapat és a sorsolásnál a második kalapba került. A tornán az A csoportból harmadikként jutott a középdöntőbe a magyar csapat. A csoportmeccseket Eszéken játszotta a válogatott. A csoportküzdelmek során hét pontot gyűjtöttek, mint a második helyezett szlovákok. Mivel ők több gólt dobtak, ők jutottak másodikként tovább. A középdöntőbe való szerepléshez már Zágrábba kellett utaznia a gárdának. Itt azonban harmadik helyezettként kiesett az I. csoportból a magyar válogatott. Így az ötödik helyért játszhattak, de Németország jobbnak bizonyult. 16-13 volt a félidőben az eredmény, de a második félidőben nem sikerült a fordítás, így 28-25 lett a végeredmény a németek javára. A torna után a kapusok között Fazekas Nándor 41%-os védési hatékonysággal, a második helyen végzett.

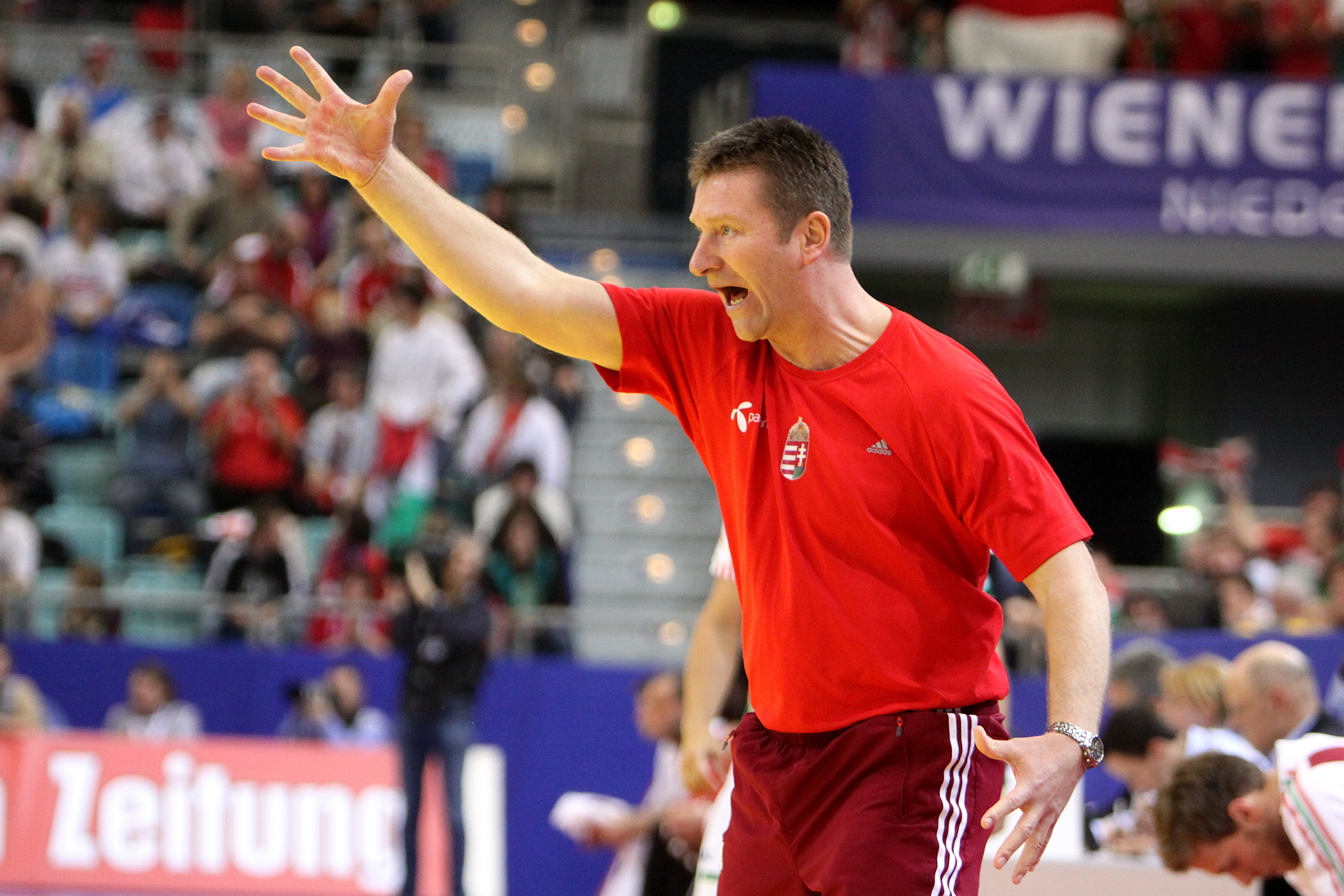
Csoknyai István

A következő, 2010-es Eb-re is kijutott a magyar válogatott. A selejtező csoportban a horvátok után a második helyen jutottak ki. A sorsolásnál a harmadik kalapba kerültek, végül a D csoportban kötöttek ki, a franciák a spanyolok és a csehek társaságában. Így a csoportmeccseket Bécsújhelyen kellett játszania a csapatnak. Immár új kapitánnyal a kispadon, Csoknyai Istvánnal szerepelt a tornán a válogatott. A torna előtt két korábbi meghatározó játékos is lemondta az eb szereplést, Mocsai Tamás, és Nagy László. Az első mérkőzésen a franciák ellen rögtön nagy meglepetés született a tornán, hiszen a magyar csapat döntetlent játszott a vb- és olimpiai címvédő ellen. A meccs 16-16-os félidő után 29-29 lett. Ilyés Ferenc szerezte a csapatból a legtöbb gólt, hetet. A második csoportmeccsen a spanyolok következtek ellenfélül. A válogatott nagyon gyenge játékkal 9 gól különbségű vereséget szenvedett (25-34). A magyar csapatból, a torna előtt honosított Milorád Krivokapić és a Veszprém játékosa, Gulyás Péter szerezte a legtöbb gólt. Mindkét játékos öt-öt gólt vállalt magára. Utolsó csoportmérkőzés a csehek ellen volt. Aki ezen a mérkőzésen nyer, az továbbjut. Így álltak oda a kezdéshez a csapatok. A csehek jobban kezdtek, de félidőben csak egy góllal vezettek (13-14). A második félidőben nagyon elhúztak, a magyarok nem tudták követni a tempót, így a mérkőzés végeredménye 33–26-os cseh diadal lett. A magyar válogatott legjobbja a hat gólt elérő Császár Gábor és az öt gólt szerző Katzirz Dávid volt. A tornán csalódást keltve nem jutott be az ausztriai Európa-bajnokság középdöntőjébe, azaz a legjobb tizenkettő közé a magyar férfikézilabda-válogatott.
A 2012-es olimpiai játékokon a Mocsai Lajos vezette válogatott ismét bejutott az elődöntőbe, ahol a svédektől, és a horvátoktól is vereséget szenvedett, így megint a negyedik helyen zárt. A 2015-ös katari világbajnokságra nem sikerült a kijutás, miután elbukta a csapat a szlovénokkal szembeni selejtezőt. Mocsai lemondott, helyét Talant Dujsebajev vette át, a fiatalítást is célul kitűzve. A 2016-os EB-re kvalifikálta magát a csapat, kilenc fiatal játékossal, akik az első világversenyük előtt álltak. Az Európa-bajnokságon mindössze egy mérkőzést nyert a válogatott, a csoportjából ugyan továbbjutott, ám összesítésben csak a 12. helyen végzett ami azt jelentette, hogy lemaradt a 2016-os olimpiáról. A torna után Dujsebajev távozott, ideiglenesen Xavier Sabaté lett a szövetségi kapitány.
A spanyol edző - aki a Telekom Veszprém csapatának is a vezetőedzője volt ezzel egy időben - április 9-én az olimpiai címvédő franciák elleni barátságos mérkőzésen ült először a válogatott kispadján. 28-25-re nyertek a gallok, de a csapatjátéka biztató volt.
Sabaté több rutinos játékost - így Császár Gábort, Fazekas Nándort, Ilyés Ferencet és Iváncsik Tamást - is visszahívott a keretbe a szerbek elleni két világbajnoki selejtezőre.  Végül kiharcolta a vb-részvételt a csapat, valamint jól kezdte az őszi EB-selejtezőket is.
A 2017-es világbajnokság előtt dániai felkészülési tornán vett részt a csapat, majd Sabaté kihirdette a tornára utazó 16 fős keretet.
A csoportmérkőzések során az első két fordulóban vereséget szenvedett a Nagy Lászlót az első mérkőzés 18. perce után bokasérülés miatt elvesztő válogatott. A németektől négy (27–23), míg a horvátoktól három gólos vereséget (31–28) két győzelem követte a gyengébb Chile és Szaúd-Arábia ellen. Fehéroroszország ellen a csoport harmadik helyéért lépett pályára a csapat, azonban 27-25-ös vereségével csak a még továbbjutást jelentő negyedik helyen végzett, így a nyolcaddöntőben az olimpiai bajnok Dánia várt Xavi Sabaté együttesére. Ott azonban a magyar válogatott az utóbbi évek egyik legnagyobb bravúrját bemutatva, végig vezetve verték az északi csapatot 27-25-re és jutottak be a legjobb nyolc csapat közé. A Norvégia elleni negyeddöntőben nem tudta ezt a teljesítményt megismételni a válogatott, így 31-28-as vereséggel búcsúzott a tornától, amelyet a 7. helyen zárt.
A 2019-es világbajnokságon Csoknyai István és Vladan Matić vezetésével a 10. helyen végzett.

### 2020–
2019. július 10-én Gulyás Istvánt nevezték ki a válogatott élére, így a 2020-as Európa-bajnokságra már ő készítette fel a válogatottat, míg az edzői stábbban Nagy László és Chema Rodríguez is helyet kapott. A kontinenstornán a magyarok a csoportkört az első helyen zárták, azonban a középdöntők utolsó fordulójában a Portugáliától elszenvedett 34–26-os vereség azt jelentette, hogy a csapat nem tudta kvalifikálni magát az olimpiai játékokra.
A 2021-es egyiptomi világbajnokságon a válogatott újból csoportelsőként zárt, legyőzve Németországot, Uruguayt és a Zöld-foki-szigeteket. A középdöntők folyamán Brazília és Lengyelország ellen is két pontot szerzett a csapat, így a spanyolok elleni vereség ellenére is bejutott a negyeddöntőbe, ahol a francia válogatottól kapott ki hosszabbítást követően 35–32-re. Összesítésben az 5. helyen zárta a tornát a válogatott, amely történetének harmadik legjobb szereplése volt a világbajnokságon során.
Magyarország társrendezőként automatikus résztvevője volt a 2022-es férfi kézilabda-Európa-bajnokságnak, a válogatott az Eurokupában készült fel a kontinenstornára. Gulyás István csapata a spanyolokkal és a horvátokkal is megmérkőzött a torna során, amelyet végül megnyert. Az Eb-n a válogatott a csoportkörben a csoportjában a harmadik helyen végzett és kiesett, összesítésben a 15. helyen zárt.
Ezt követően az addig Gulyás segédedzőjeként tevékenykedő Chema Rodríguez vette át a válogatott vezetését. Vele a magyar csapat a 2023-as világbajnokságot a 8., a 2024-es Európa-bajnokságot pedig az 5. helyen zárta. 2024 áprilisában a csapat olimpiai kvalifikációt szerzett. A párizsi olimpián a magyar válogatott nem jutott tovább a csoportjából, összesítésben a 10. helyen zárta a tornát.

## Mérkőzések
- Az eredmények mindig a magyar válogatott szempontjából szerepelnek.

| Jelmagyarázat                                      |
| -------------------------------------------------- |
| A magyar válogatott győzelmével végződött mérkőzés |
| Döntetlennel végződött mérkőzés                    |
| A magyar válogatott vereségével végződött mérkőzés |
| (o) – otthon lejátszott mérkőzés                   |
| (i) – idegenben lejátszott mérkőzés                |
| (s) – semleges helyszínen lejátszott mérkőzés      |

## Jelenlegi keret
A 2025-ös világbajnokságra nevezett keret.
Szövetségi kapitány: Chema Rodríguez
| No. | Poszt | Név                     | Születési dátum (életkor)        | Magasság | Vál. | Gólok | Klub                 |
| --- | ----- | ----------------------- | -------------------------------- | -------- | ---- | ----- | -------------------- |
| 2   | P     | Sipos Adrián            | 1990. március 8. (34 éves)       | 1,98 m   | 87   | 37    | MT Melsungen         |
| 7   | LW    | Bóka Bendegúz           | 1993. október 2. (31 évesen)     | 1,93 m   | 91   | 216   | Balatonfüredi KSE    |
| 10  | RW    | Krakovszki Zsolt        | 2002. július 9. (22 évesen)      | 1,88 m   | 11   | 19    | HSG Wetzlar          |
| 11  | LB    | Ligetvári Patrik        | 1996. február 13. (28 évesen)    | 2,03 m   | 105  | 89    | One Veszprém KC      |
| 16  | GK    | Mikler Roland           | 1984. szeptember 20. (40 évesen) | 1,93 m   | 247  | 1     | OTP Bank-Pick Szeged |
| 18  | LW    | Krakovszki Bence        | 2002. július 9. (22 évesen)      | 1,87 m   | 10   | 14    | MOL-Tatabánya KC     |
| 24  | CB    | Fazekas Gergő           | 2003. október 31. (21 évesen)    | 1,90 m   | 32   | 53    | Wisła Płock          |
| 26  | RW    | Pedro Rodríguez Álvarez | 1990. augusztus 22. (34 évesen)  | 1,97 m   | 43   | 106   | MOL-Tatabánya KC     |
| 27  | P     | Bánhidi Bence           | 1995. február 9. (29 évesen)     | 2,06 m   | 118  | 364   | OTP Bank-Pick Szeged |
| 30  | LB    | Szita Zoltán            | 1998. február 10. (26 évesen)    | 1,96 m   | 79   | 181   | Wisła Płock          |
| 32  | GK    | Palasics Kristóf        | 2002. április 19. (22 évesen)    | 1,99 m   | 19   | 0     | SL Benfica           |
| 33  | RB    | Ancsin Gábor            | 1990. november 27. (34 évesen)   | 2,02 m   | 166  | 373   | Ferencvárosi TC      |
| 39  | LB    | Bodó Richárd            | 1993. március 13. (31 évesen)    | 2,03 m   | 117  | 349   | OTP Bank-Pick Szeged |
| 43  | RB    | Ilics Zoran             | 2002. január 2. (23 évesen)      | 1,97 m   | 39   | 51    | HSV Hamburg          |
| 45  | P     | Rosta Miklós            | 1999. február 4. (25 évesen)     | 2,03 m   | 68   | 186   | CS Dinamo București  |
| 61  | GK    | Bartucz László          | 1991. november 5. (33 évesen)    | 1,94 m   | 33   | 0     | MOL-Tatabánya KC     |
| 66  | CB    | Lékai Máté              | 1988. június 16. (36 évesen)     | 1,90 m   | 187  | 561   | Ferencvárosi TC      |
| 71  | RB    | Ónodi-Jánoskúti Máté    | 2002. június 17. (22 évesen)     | 1,93 m   | 3    | 4     | Ferencvárosi TC      |
| 77  | CB    | Hanusz Egon             | 1997. szeptember 25. (27 évesen) | 1,77 m   | 53   | 78    | SL Benfica           |
| 91  | RW    | Imre Bence              | 2002. október 15. (22 évesen)    | 1,87 m   | 21   | 102   | THW Kiel             |

### Szakmai stáb
| Szövetségi kapitány | Chema Rodríguez    |
| Másodedző           | Miguel Velasco     |
| Kapusedző           | Porobic Haris      |
| Csapatorvos         | Tátrai Miklós      |
| Fizioterapeuta      | Szikra-Mezey Csaba |
| Fizioterapeuta      | Gazda Ferenc       |

## Nemzetközi versenyek

### Olimpia
| Év        | Forduló           | M                 | Gy                | D                 | V                 | G+                | G-                | Helyezés          |
| --------- | ----------------- | ----------------- | ----------------- | ----------------- | ----------------- | ----------------- | ----------------- | ----------------- |
| 1936      | Négyes döntő      | 5                 | 1                 | 0                 | 4                 | 25                | 64                | 4.                |
| 1948–1968 | nem tartották meg | nem tartották meg | nem tartották meg | nem tartották meg | nem tartották meg | nem tartották meg | nem tartották meg | nem tartották meg |
| 1972      | Középdöntő        | 6                 | 2                 | 0                 | 4                 | 110               | 101               | 8.                |
| 1976      | Csoportkör        | 5                 | 2                 | 0                 | 3                 | 111               | 103               | 6.                |
| 1980      | Elődöntő          | 6                 | 3                 | 2                 | 1                 | 114               | 108               | 4.                |
| 1984      | nem indult        | nem indult        | nem indult        | nem indult        | nem indult        | nem indult        | nem indult        | nem indult        |
| 1988      | Elődöntő          | 6                 | 3                 | 0                 | 3                 | 125               | 120               | 4.                |
| 1992      | Csoportkör        | 6                 | 3                 | 0                 | 3                 | 125               | 127               | 7.                |
| 1996      | nem jutott ki     | nem jutott ki     | nem jutott ki     | nem jutott ki     | nem jutott ki     | nem jutott ki     | nem jutott ki     | nem jutott ki     |
| 2000      | nem jutott ki     | nem jutott ki     | nem jutott ki     | nem jutott ki     | nem jutott ki     | nem jutott ki     | nem jutott ki     | nem jutott ki     |
| 2004      | Elődöntő          | 8                 | 5                 | 0                 | 3                 | 219               | 210               | 4.                |
| 2008      | nem jutott ki     | nem jutott ki     | nem jutott ki     | nem jutott ki     | nem jutott ki     | nem jutott ki     | nem jutott ki     | nem jutott ki     |
| 2012      | Elődöntő          | 8                 | 3                 | 0                 | 5                 | 200               | 221               | 4.                |
| 2016      | nem jutott ki     | nem jutott ki     | nem jutott ki     | nem jutott ki     | nem jutott ki     | nem jutott ki     | nem jutott ki     | nem jutott ki     |
| 2020      | nem jutott ki     | nem jutott ki     | nem jutott ki     | nem jutott ki     | nem jutott ki     | nem jutott ki     | nem jutott ki     | nem jutott ki     |
| 2024      | Csoportkör        | 5                 | 1                 | 0                 | 4                 | 137               | 138               | 10.               |
| Összesen  | 9/15              | 55                | 23                | 2                 | 30                | 1166              | 1192              | –26               |